# 의학 석사
의학 석사(醫學碩士, 영어: Master of Medicine, MMed, MM)는 의과대학이 일정 기간 동안 교육을 받고 감독을 받은 임상 순환 및 시험을 통과한 의사에게 수여하는 대학원 전문 임상 학위이다. 학위를 취득하는 데는 일반적으로 3년이 걸리지만 일부 국가에서는 최대 4년이 걸릴 수도 있다. 이 프로그램은 의학 하위 전문 분야에서만 수여되며 일반적으로 학위 논문 구성 요소를 포함한다. 이 프로그램에 등록하기 전에 의학 졸업생은 입학 시험을 통과해야 한다. 학위는 선택한 전문 분야의 기존 펠로우십을 보완하거나 전문가로 등록하는 데 필요한 유일한 자격일 수 있다.
회원 인증 자격에 비해 MMed의 장점은 두 그룹 모두 해당 수준에서 임상적으로 유능하지만 MMed 전문가는 4년 박사 학위와 펠로십에 등록하여 박사 학위를 갖춘 컨설턴트로 완료하거나 박사 학위 없이 2년 펠로십을 수행할 수 있다는 것이다. 그러나 대부분의 대학이 교수진에게 박사 학위를 요구하기 때문에 다양한 전문 대학의 구성원은 박사 학위가 아닌 컨설턴트로만 졸업하여 펠로우십으로 진출하며 이로 인해 학업 순위가 낮아진다. MMed의 또 다른 장점은 펠로우십 수준에서도 실무자를 '일반 전문가'로 간주하는 전문 멤버십에 비해 하위 전문화에 더 적은 시간이 걸린다는 것이다. 대부분의 전문 대학이 곧 MMed 및 Fellowship/PhD 인증 시스템을 채택할 것이라고 대학 교사 겸 여러 임상의가 예상하고 있다.
2009년 5월 현재, 다음 국가의 다음 대학에서는 다음 주제에 대한 전문가 실습을 이끄는 MMed 학위를 수여한다.

## 호주

### 퀸즈랜드 대학교
다음 MMed 과정은 퀸즈랜드 대학교에서 제공된다.
- 일반 진료 MMed[1]
- 1차 진료 피부암 의학 MMed[2]

### 시드니 대학교
다음 MMed 과정은 시드니 대학교에서 제공된다.
- 안과학의 MMed[3]
- 수면의학 MMed[4]
- 중환자의학 MMed[5]

### 모나쉬 대학교
다음 MMed 과정은 모나쉬 대학교에서 제공된다.
- 수술 전후 의학의 MMed[6]

## 영국

### 던디 대학교
다음 MMed 과정은 던디 대학교에서 제공된다.
- 의학 교육 석사 프로그램의 MMed

### 에지힐 대학교
다음 MMed 과정은 에지힐 대학교에서 제공된다.
- 석사 급성의학의 MMed
- 석사의 성인 및 후기 생활 정신의학의 MMed
- 석사 유방 방사선과의 MMed
- 통증관리 석사과정의 MMed
- 심장중재학 석사 프로그램의 MMed
- 석사 임상 미생물학 및 바이러스학의 MMed
- 석사의 단면 이미징의 MMed
- 석사 법의학의 MMed

### 버킹엄 대학교
다음 MMed 과정은 버킹엄 대학교에서 제공된다.
- 일반의학의 MMed

## 같이 보기
- 의학 학사, 외과 학사(MBBS, MBChB, MBBCh, BMBS)
- 의무 박사(MD)
- 의학 박사
- 의과대학
- 의학전문대학원
- 전공의
- 전임의
- 의학 및 철학 박사 (MD–PhD)